# Saurita attenuata
Saurita attenuata är en fjärilsart som beskrevs av George Francis Hampson 1905. Saurita attenuata ingår i släktet Saurita och familjen björnspinnare. Inga underarter finns listade.